# Karosa-Š
Karosa-Š (русск. [каро́са эш]) — серия автобусов, производившихся компанией Karosa с 1961 по 1981 год. Пришла на смену серии автобусов Škoda 706 RTO. Вытеснена с конвейера серией автобусов Karosa 700.

## История
Автобусы Karosa серии Š кардинально отличаются от предшественников серии 706 RTO. Это двухосные автобусы с кузовами полунесущей конструкции, с двигателем, расположенным под полом между осями (вместо передней оси), и оснащённые пневмоподвеской. Для входа и выхода имелись три двери (в пригородных две, а в туристических одна). Также был понижен уровень пола, что улучшало обзорность с места водителя. Так же, как и на 706 RTO, на этих моделях лобовое и заднее стёкла состояли из двух частей и были взаимозаменяемы.
За время производства модели не раз усовершенствовались (например, была установлена система централизованной смазки деталей шасси, вместо гофрированной обшивки бортов применили гладкую, также была улучшена система отопления салона и установлен более мощный двигатель).

## Производство
Первый опытный образец был построен в 1961 году. Другие прототипы были построены между 1962 и 1963 годом. В 1964 году модель передали на испытания. Серийное производство было запущено в конце 1965 года и продолжалось до 1981 года, когда серию Š на конвейере сменила новая 700-я серия.

## Модификации
- Karosa ŠM 11 — городской автобус, оснащённый дизельными двигателями внутреннего сгорания Škoda ML 630 и Škoda ML 634, включая автоматическую, 2-ступенчатую трансмиссию Praga 2M 70[1].
- Karosa ŠD 11 — туристический автобус, оснащённый дизельным двигателем внутреннего сгорания Škoda ML 634, включая механическую, 5-ступенчатую трансмиссию Praga 5P 80S[2][3].
- Karosa ŠL 11 — пригородный автобус, оснащённый дизельным двигателем внутреннего сгорания Škoda ML 634, включая механическую, 5-ступенчатую трансмиссию Praga 5P 80S.
- Karosa ŠM 16,5 — сочленённый автобус, оснащённый дизельным двигателем внутреннего сгорания Škoda ML 630, включая автоматическую, 2-ступенчатую трансмиссию Praga 2M 70.

## Галерея

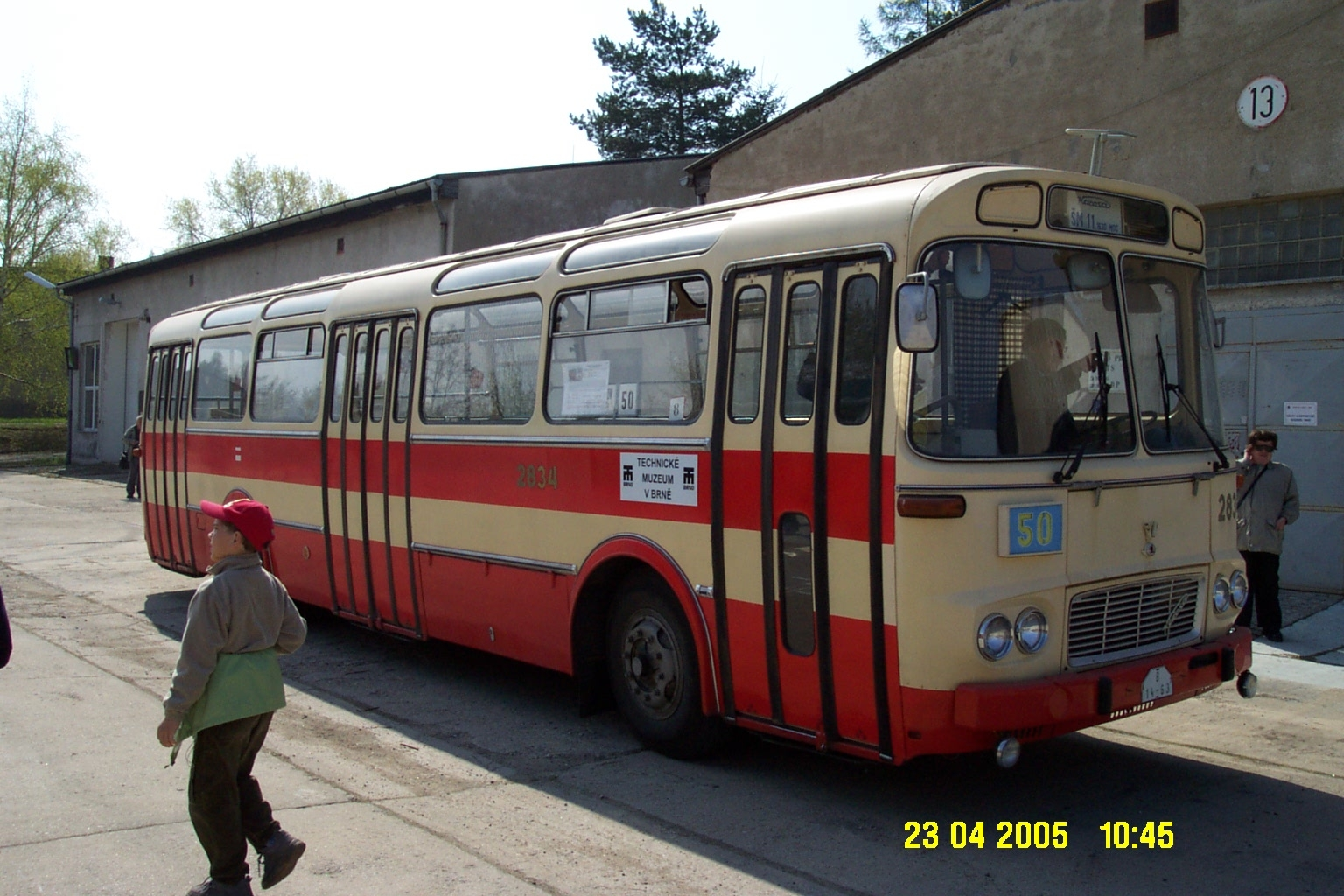
Музейный Karosa ŠM 11 в Брно
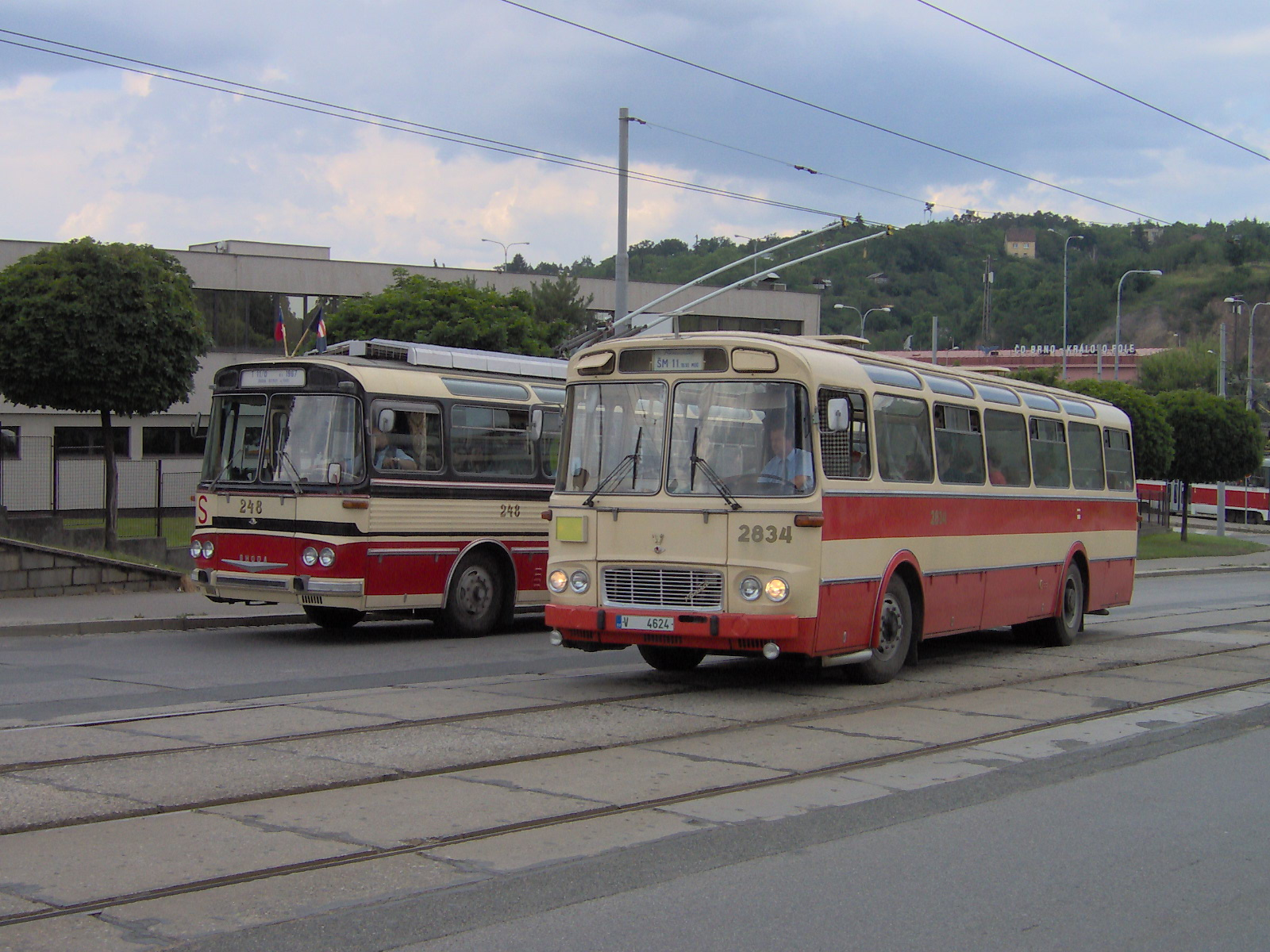
Линейный Karosa ŠM 11 в Брно